# Boris Kaufman
Pour les articles homonymes, voir Kaufman.
Boris Kaufman, né le  24 août 1906 à Białystok et mort le 24 juin 1980 à New York, est un directeur de la photographie d'origine russe.
Il est le frère cadet des cinéastes Dziga Vertov et Mikhaïl Kaufman.

## Biographie
Il quitte la Russie en 1917, voyage en Allemagne et en Belgique, arrive à Paris en 1927. Durant ces années ses frères lui donnent des cours de cinéma par correspondance[réf. souhaitée]. Il fait la connaissance de Léon Moussinac et Jean Lods.
Après un premier film court en 1927 ( Les Halles centrales ), Boris Kaufman commence sa carrière cinématographique en 1928 en compagnie de Jean Lods, documentariste avec lequel il travaillera à plusieurs reprises (Le Mile, La Vie d'un fleuve). Il réalise la même année les prises de vue pour La Marche des Machines d'Eugène Deslaw.
Il rencontre Jean Vigo avec qui il devient ami. Il sera le directeur de la photographie sur les quatre films de Vigo : À propos de Nice, La Natation par Jean Taris, Zéro de conduite et L'Atalante.
Boris Kaufman travaillera ensuite comme chef opérateur pour Christian-Jaque, Marc Allégret, Henri Chomette (le frère de René Clair), Abel Gance, Dimitri Kirsanoff, Léo Joannon, René Le Hénaff...
À partir de 1939 il sert dans l'armée française. À la suite de la défaite de 1940 il part pour les États-Unis. Il ne peut travailler à Hollywood, faute d'autorisation[réf. souhaitée] et se tourne vers le documentaire. Il travaille alors avec l'Office National du Film du Canada (créé par John Grierson en 1939), avec l'Office Of War Information (Toscanini, L'Hymne des nations, 1944), puis le Service d'information des États-Unis (Un Voyage au pays de la médecine, 1946).
Durant les années 1950, il revient à l'avant scène dans un film d'Elia Kazan qui le recrute pour Sur les quais (puis La Poupée de chair (Baby Doll), La Fièvre dans le sang...) et Sidney Lumet avec lequel il fera sept films (dont Douze hommes en colère (12 Angry Men), L’Homme à la peau de serpent, Le Prêteur sur gages...). Ils tourneront ensemble jusqu'aux années 1960. Il travaillera également avec Jules Dassin et Otto Preminger, et, fidèle à son goût pour le cinéma expérimental, sera directeur de la photographie sur l'unique film de Samuel Beckett : Film (1965).
En 1970, il se retire. Il meurt à New York dix ans plus tard.
Boris Kaufman a obtenu en 1954 un Oscar pour sa direction photographique (cinematography, section Black-and-white) de Sur les quais d'Elia Kazan, et a été sélectionné dans la même catégorie en 1956 pour La Poupée de chair (Baby Doll) du même Kazan.

## Filmographie partielle
- 1928 : Champs-Elysées de Jean Lods
- 1928 : La Marche des Machines de Eugène Deslaw
- 1929 : 24 heures en 30 minutes de Jean Lods
- 1930 : À propos de Nice de Jean Vigo et Boris Kaufman (co-réalisateur)
- 1930 : L'Équipe de Jean Lods
- 1931 : La Natation par Jean Taris ou Taris, roi de l'eau de Jean Vigo
- 1932 : Zéro de conduite de Jean Vigo
- 1932 : Le Mile, de Paul Ladoumègue de Jean Lods
- 1934 : L'Atalante de Jean Vigo
- 1934 : Le Père Lampion de Christian-Jaque
- 1934 : Zouzou de Marc Allégret
- 1935 : Lucrèce Borgia de Abel Gance
- 1936 : Œil de lynx, détective  de Pierre-Jean Ducis
- 1936 : Quand minuit sonnera de Léo Joannon
- 1936 : Le petit chemin (court-métrage) de Maurice Diamant-Berger
- 1936 : On ne roule pas Antoinette de Paul Madeux
- 1937 : Cinderella de Pierre Caron
- 1937 : Les Hommes sans nom de Jean Vallée
- 1938 : Les Gaietés de l'exposition d'Ernest Hajos
- 1938 : Êtes-vous jalouse ? de Henri Chomette
- 1954 : Sur les quais de Elia Kazan
- 1956 : La Poupée de chair (Baby Doll) d'Elia Kazan
- 1957 : Douze hommes en colère (12 Angry Men) de Sidney Lumet
- 1959 : L’Homme à la peau de serpent de Sidney Lumet
- 1961 : La Fièvre dans le sang de Elia Kazan
- 1962 : Long voyage vers la nuit (Long day's journey into night) de Sidney Lumet
- 1964 : Le Prêteur sur gages (The Pawnbroker) de Sidney Lumet
- 1964 : Deux copines, un séducteur (The World of Henry Orient) de George Roy Hill
- 1965 : Film de Alan Schneider, film muet expérimental, écrit par Samuel Beckett et dont l'acteur principal est Buster Keaton
- 1968 : Point noir de Jules Dassin
- 1968 : Bye Bye Braverman de Sidney Lumet